# 여주 매룡리 고분군
여주 매룡리 고분군(驪州 梅龍里 古墳群)은 경기도 여주시 매룡동에 있는 고분군이다. 2002년 9월 16일 경기도의 기념물 제180호로 지정되었다.

## 개요
여주를 대표하는 삼국시대 고분군일 뿐만 아니라, 경기지역에서도 가장 대규모이다. 더 나아가 한강유역의 신라 고분군 중에서 이 고분군은 충주의 《누암리 고분군》과 함께 신라의 한강유역진출과 그에 따른 점령지역 통치방식을 연구하는 고고학적 실마리를 제공한다.
유적은 여주군청 동남쪽 1,400m~2,000m 사이의 연주-연양 간 도로를 기준으로 남쪽으로 1,500m 정도까지 이르는 지역에 형성된 얕은 구릉상에 위치한다. 고분군의 북쪽으로는 남한강 본류가 동에서 서로 흐르고 있고, 정남쪽으로는 해발 175.3m의 황학산이 자리한다. 고분은 이 황학산의 북쪽 가지능선과 동쪽에서 뻗어나온 작고 얕은 구릉의 남사면에 주로 분포하는데, 명불사에서 남한강 서안까지 손가락처럼 펼쳐진 5개의 가지능선에 집중적으로 분포한다.
이 매룡리 고분군은 일제강점기부터 그 중요성이 부각되어, 1910년대 이후 수차례의 조사가 이루어졌다.

## 정밀지표조사보고서
1916년 조선총독부에 의해 처음으로 이 유적이 소개되면서 상리 1·2호분에 대한 수습발굴조사가 이루어졌다. 그리고 1927년 《공주 송산리 고분》설명을 위한 도면수록 과정에서 이들 상리 1호분과 2호분은 각각 매룡리 2호분과 8호분으로 고분명이 바뀌어 소개된다. 1929년 노므리 겐(野守 健)에 의해 상리·매룡리 일대 고분군에 대한 정밀지표조사가 이루어지게 되어, 총 196기의 고분이 분포하고 있는 것으로 보고되었다. 일제강점기 조사 이후, 1980년대 전반까지 이 고분군에 대한 조사는 간단한 현장확인조사만 이루어지다가, 1987년과 1988년 문화재관리국 문화재연구소가 추진 중인 ‘중원문화권유적조사’ 사업의 일환으로 한림대학교박물관에 의해 매룡리 일대의 고분에 대한 발굴조사가 실시되면서 이 유적이 다시 새롭게 조사대상으로 부각되었다. 이 조사에서 횡구식 석곽묘 8기, 조선시대 토광묘 2기, 석실분 5기가 정식발굴조사 보고되었으며, 동시에 상리·매룡리 고분군에 대한 정식지표조사가 다시 실시되어 107기의 고분을 조사하고 그 분포도를 제시하였다. 이후 1994년과 1997년 소규모 개발에 따른 사전 시·발굴조사로 한림대학교 박물관에 의해 상리 일대에 대한 조사가 이루어져 석곽묘 17기와 토광묘 1기가 보고되었다.
그리고 1999년 기전문화재연구원에 의해 매룡리 산 4-25번지의 개인주택 예정부지에 대한 발굴조사가 실시되어 8기의 횡구식 석곽분을 정밀조사였다.
2000년 여주군은 상리·매룡리 일대에 분포하는 고분에 대한 현황을 파악하고 보존가치가 높은 지역에 대해서는 문화재로 지정하여 적극 보호·관리하고자 기전문화재연구원에 의뢰하여 이 일대에 대한 정밀지표조사를 실시하였다. 이 조사에서 확인된 고분은 모두 99기로 한림대학교와 기전문화재연구원에서 조사하여 호수가 부여된 40기를 합하면 모두 139기의 고분이 산재하는 것으로 조사되었다. 이 정밀지표조사에서는 1/5,000 지형도에 위치를 표시하고, 개별고분에 대한 위치좌표를 표시하였다.
이상의 조사를 통하여 상리·매룡리 고분군에는 총 200여 기 이상의 고분이 밀집분포하였으며, 그 중에서 40기의 고분이 조사되었다. 묘제는 횡구식 석곽분, 횡혈식 석실묘, 소형 석곽묘가 그 주종을이며, 특이구조를 갖춘 조선시대 토광묘 1기와 민묘 1기도 확인되었다.

## 같이 보기
- 공주 송산리 고분군 (사적 제13호)
- 기전문화재연구원

## 참고 자료
- 여주매룡리고분군 - 국가유산청 국가유산포털